# Michałowo (Brodnica)
Michałowo – osiedle Brodnicy (dawny gród średniowieczny – siedziba historycznej ziemi michałowskiej) znajdujące się we wschodniej części miasta. Michałowo podupadło na skutek zniszczeń spowodowanych przez pożar i zostało 1 czerwca 1934 wchłonięte przez Brodnicę.
W latach 1975–1998 miejscowość administracyjnie należała do województwa toruńskiego.

## Gród w Michałowie
Słowiański zespół osadniczy w Brodnicy-Michałowie powstał między 2. połową XII a 1227 rokiem i funkcjonował do początku XIV wieku. Istniejący tu wtedy gród pełnił rolę centralną w ziemi michałowskiej i przejął ją po kasztelańskim grodzie w Grążawach (Świecie nad Drwęcą) najpóźniej po 1240 roku, gdy wzmiankowano go po raz pierwszy. Grodzisko położone jest około 300 m na północ od drogi z Brodnicy do Lidzbarka Welskiego, na lewym brzegu Drwęcy i obejmuje obszar ponad 2 hektarów. Wał grodu o elipsoidalnym zarysie około 60 x 70 m obecnie jest już znacznie zniwelowany; jego przewyższenie względem majdanu zajmującego powierzchnię około 30 x 30 m, sięga już tylko 1,5 m. Niewielka powierzchnia całkowita obiektu zajmuje obszar około 4200 m². Wał  w średniowieczu okalała mokra, szeroka około 4–5 m i głęboka na około 4 m fosa. Od południa do grodu przylegała osada zajmująca owalną powierzchnię o promieniu około 140 m, obwiedziona rowem-fosą o szerokości do 2,5 m i maksymalnej głębokości do 1,8 m. Obok grodu znajdował się bród przez rzekę, do którego prowadziła grobla, szeroka na około 4,5 m i długa na około 30 m, zbudowana z warstw faszyny umacnianej kołkami i piaskiem z kamieniami, od strony napierającego nurtu dodatkowo wzmocniona drewnianymi palikami. W 1252 roku wzmiankowano tu istnienie komory celnej. W 2 połowie XIII wieku wzniesiono tu kościół św. Wita (niezachowany). Kasztelan grodu michałowskiego Imisław ze Służewa jest wzmiankowany w 1306 roku.